# Kalle Thygesen
Håndbolddommer (født 02.09.94)siden 2006 - Har været i Elitegruppen under Dansk Håndboldforbund siden 2017 og dømt Ligakampe siden 2019. Dømmer sammen med Jacob Jæger Pagh.
EHF dommer siden 31.08.2022
Landskampdebut 9 april 2023 EHF slutrundekvalifikation: Tyskland - Grækenland
IHF Dommer siden 30.06.2024
 Der er for få eller ingen kildehenvisninger i denne artikel, hvilket er et problem. Du kan hjælpe ved at angive troværdige kilder til de påstande, som fremføres i artiklen.